# Tatjana Gromača
Tatjana Gromača (ur. 1971 w Sisaku) – chorwacka dziennikarka, poetka i pisarka.

## Życiorys
Ukończyła studia z zakresu filozofii i literatury porównawczej na Uniwersytecie w Zagrzebiu. Zaczęła pisać jeszcze w czasie studiów, w tym czasie była też członkinią zespołów redakcyjnych pism literackich: Godine i Godine Nove. W jej dorobku pisarskim znajdują się reportaże, dzienniki podróży, eseje, teksty publicystyczne, a także szkice poświęcone literaturze. Większość z nich Gromača publikowała w czasopismach literackich, jak Quorum, Vijenac czy też Književna revija. Pracuje w tygodniku Feral Tribune, który słynie z satyrycznych felietonów o tematyce politycznej. Gromača pisze tam reportaże i recenzje literackie.
Wydanie tomiku Czy coś jest nie w porządku? zwróciło uwagę krytyki, skłaniając do określania dzieła jako przykładu nowej poezji chorwackiej, zaangażowanej społecznie, zwracającej uwagę na osoby wykluczone. Debiut prozatorski Gromačy – powieść Murzyn przetłumaczono na 9 języków. W polskiej wersji ukazała się nakładem Wydawnictwa Czarne, w serii Europejki. W związku z promocją książki autorka w październiku 2005 odwiedziła Polskę, spotykając się z czytelnikami w Poznaniu. W tym samym czasie jej książka otrzymała tytuł Książki Miesiąca.
Mieszka w Puli.

## Dzieła
- 2000:  Nešto nije u redu? (Czy coś nie jest w porządku?)
- 2004: Crnac (Murzyn)

## Tłumaczenia polskie
- 2005: Murzyn, tł. Dorota Jovanka Ćirlić, Wyd. Czarne, ISBN 83-89755-35-1.